# Caso Samantha Geimer
Em março de 1977, o diretor Roman Polanski foi indiciado em Los Angeles por cinco crimes contra Samantha Geimer, uma menina de 13 anos – estupro com uso de drogas, perversão, sodomia, atos libidinosos com uma adolescente com menos de 14 anos, e por fornecer drogas controladas a uma menor de idade. Na sua defesa, Polanski se declarou inocente para todas as acusações, porém mais tarde aceitou um acordo judicial cujos termos incluíam a absolvição pelas primeiras cinco acusações em troca de uma confissão de culpa pela acusação de abusar sexualmente de uma pessoa menor de 14 anos.
A corte submeteu Polanski a uma avaliação psiquiátrica, e o relatório recomendou liberdade vigiada., no entanto, Polanski foi para a França em fevereiro de 1978, apenas algumas horas antes de ser sentenciado. Desde então, Polanski tem vivido na França e evitado visitar países que provavelmente o iriam deportar aos Estados Unidos.

## O caso
Em 10 de março de 1977, Polanski, na época com 43 anos, se envolveu num escândalo sexual envolvendo uma menina de 13 anos, Samantha Jane Gailey. O tribunal acusou Polanski de estupro com uso de drogas, perversão, sodomia, atos libidinosos com uma menina com menos de 14 anos, e por fornecer drogas controladas a uma menor de idade, e o condenou somente por abusar sexualmente de uma pessoa com menos de 18 anos, através de um acordo de delação premiada.
De acordo com o testemunho de Geimer, Polanski havia pedido à sua mãe (uma modelo e atriz televisiva) se ele poderia fotografar a menina como parte de seu trabalho para a edição francesa da revista Vogue. Ela autorizou uma sessão de fotos privada. Geimer disse que se sentiu desconfortável durante a primeira sessão, em que posou de topless a pedido de Polanski, e inicialmente não quis fazer uma segunda, mas mesmo assim acabou aceitando. Isso aconteceu em 10 de março de 1977, na casa do ator Jack Nicholson, em Los Angeles. Na ocasião em que o crime foi cometido, o ator estava viajando no Colorado, e sua então namorada Anjelica Huston estava lá, mas saiu e mais tarde retornou. Geimer num artigo posterior disse que Huston ficou desconfiada sobre o que estava acontecendo atrás da porta fechada do quarto e começou a bater, mas Polanski insistiu que eles estavam terminando a sessão de fotos. "Nos fizemos as fotos comigo bebendo champagne," disse Geimer. "No final ficou um pouco assustador e eu me dei conta de que ele tinha outras intenções e soube que não estava onde deveria estar. Eu não sabia como sair dali". Em uma entrevista dada em 2003, ela disse que começou a se sentir desconfortável depois que ele mandou ela se deitar na cama e descreveu como tentou resistir." "Eu disse "Não, não. Eu não quero ir ali. Não, eu não quero fazer isso. Não!' e então eu não soube mais o que fazer" ela disse, acrescentando: "Estávamos sozinhos e eu não sabia o que mais poderia acontecer se eu fizesse uma cena. Então eu estava assustada, e depois de resistir por um tempo, eu pensei que ao menos eu conseguiria chegar em casa depois disso".
Geimer contou que Polanski a forneceu champagne, que eles dividiram, junto com metaqualona e apesar dos seus protestos, ele abusou-a via oral, vaginal e anal, todas as vezes após ouvir "não" e ela pedir que ele parasse.
Polanski afirmou que tudo havia sido consensual. De acordo com as leis da Califórnia qualquer ato libidinoso com alguém menor de 14 anos é estupro. Ao descrever o evento na sua autobiografia, Polanski afirmou que ele não drogou Geimer, que ela não foi "irresponsiva" e não respondeu negativamente quando ele perguntou se ela estava gostando do que ele fazia. O relatório submetido à corte conclui a dizer haver evidência "de que a vítima não estava apenas fisicamente madura, porém querendo".
Com a alegação de proteger Geimer de um julgamento, o seu advogado propôs um acordo, que foi aceite por Polanski. Nos termos propostos, foram retiradas as cinco primeiras acusações, tendo Polanski, em contrapartida, se declarado culpado por abusar sexualmente de uma pessoa menor de 18 anos.

### Condenação e partida
Obedecendo aos termos do acordo, a corte ordenou que Polanski ficasse numa prisão do estado para uma avaliação psiquiátrica, mas concedeu uma suspensão da prisão preventiva para permitir que o cineasta terminasse um projeto em curso. Ele então viajou à Europa a fim de terminar as suas filmagens, tendo retornado à Califórnia, e ido à Chino State Prison para o seu período de avaliação. Após 42 dias foi libertado sob pagamento de fiança. A princípio os seus advogados acreditavam que ele ficaria preso somente pelo período de avaliação e que seria libertado em seguida. Contudo, segundo o documentário Roman Polanski: Wanted and Desired, as coisas mudaram depois de uma conversa entre o advogado David Wells e o juiz Laurence J. Rittenband. Os advogados de Polanski afirmaram que o juiz disse que o mandaria à prisão. Polanski retornou definitivamente à Europa, nunca mais tendo pisado nos Estados Unidos.
Polanski foi para Londres no dia primeiro de fevereiro de 1978. No dia seguinte, partiu para a França, onde tinha cidadania, evitando ser extraditado para os Estados Unidos pela Grã-Bretanha. A França e os Estados Unidos têm um acordo que permite que a França se negue a extraditar os seus cidadãos, o que beneficiou Polanski. O governo estadunidense poderia ter solicitado que as autoridades francesas processassem Polanski pelas mesmas acusações. Os Estados Unidos podem solicitar a prisão e extradição de Polanski de outros países se ele os visitar, e desde então ele tem evitado tais países, estando na maior parte do tempo na França, Alemanha, República Checa e Polônia. Em 1979, Polanski concedeu uma entrevista controversa ao escritor Martin Amis, na qual, acerca da sua condenação, ele disse: "Se eu tivesse matado alguém, isso não seria tão apelativo para a imprensa, sabe? Mas... foder, sabe, e as garotinhas. Os juízes querem foder com garotinhas. Jurados querem foder com garotinhas. Todos querem foder garotinhas!"